# Veleposlanstvo Alžira u Washingtonu D.C.
Veleposlanstvo Alžira u Washingtonu D.C. predstavlja diplomatsko predstavništvo Alžirske Narodne Demokratske Republike u SAD-u. Nalazi se na sjeverozapadu Washingtona u diplomatskoj četvrti, u susjedstvu s drugim veleposlanstvima. Trenutačni alžirski veleposlanik je Mohammed Haneche.
8. listopada 2010. ispred veleposlanstva održan je protest zbog nestanka alžirskog disidenta Sidija Moulouda.

## Vanjske poveznice
|  | Zajednički poslužitelj ima još gradiva o temi Veleposlanstvo Alžira u Washingtonu D.C. |

- Službena web stranica veleposlanstva